# Evangelische Kirche Ragnit

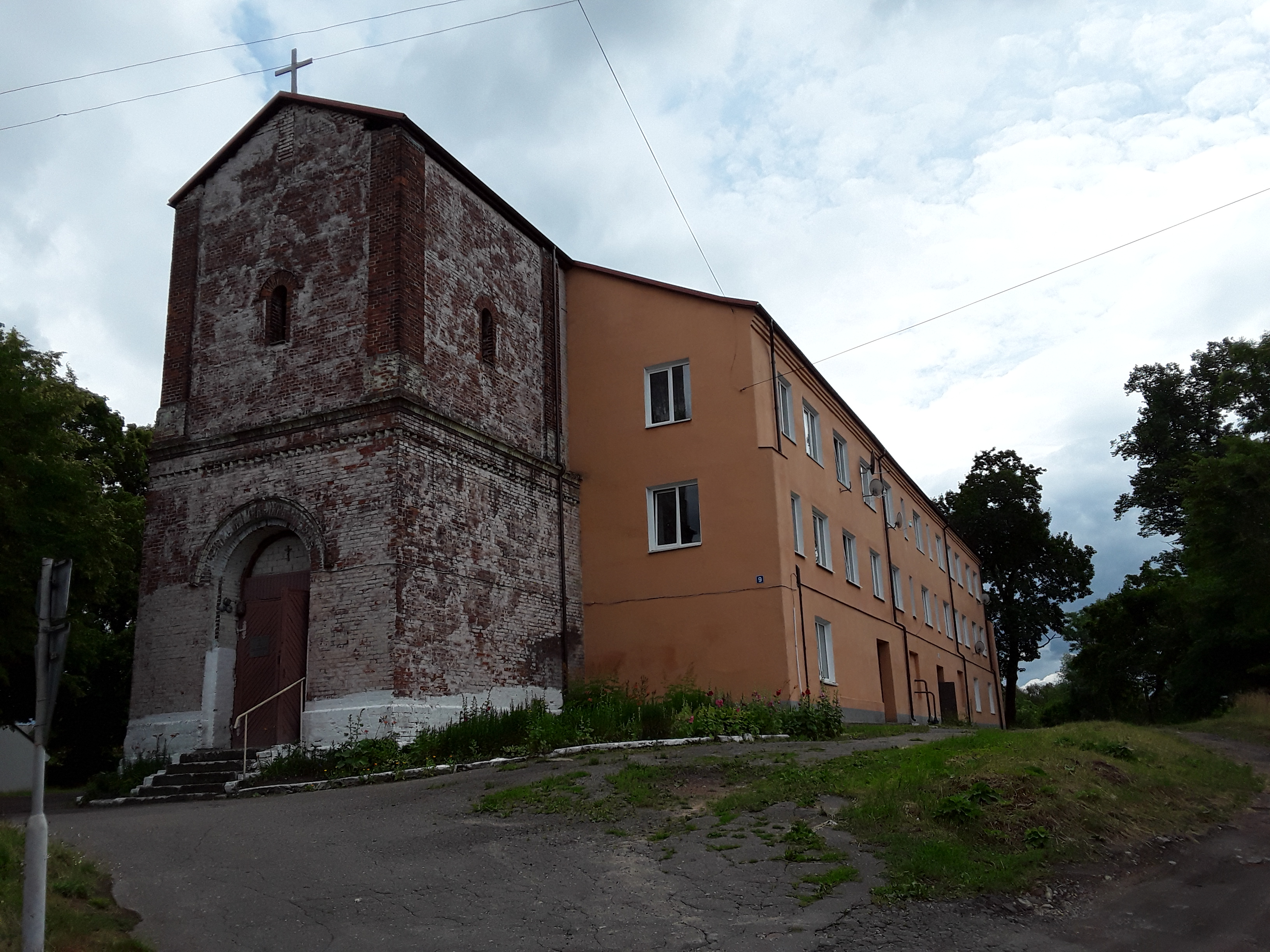
Turmfragment der ehemaligen evangelische Kirche Ragnit

Die Evangelische Pfarrkirche in Ragnit ist ein 1771/1772 zunächst ohne Turm errichteter Bau und war bis 1945 evangelisches Gotteshaus für die einst ostpreußische und heute Neman genannte Stadt im Nordosten der russischen Oblast Kaliningrad (Gebiet Königsberg in Preußen).

## Geographische Lage
Das heutige Neman liegt am südlichen Ufer des gleichnamigen Flusses (deutsch Memel) an der russischen Fernstraße A 198 (ehemalige deutsche Reichsstraße 132). Die nächste Bahnstation ist Sowetsk (Tilsit), Endpunkt an der von Kaliningrad (Königsberg) kommenden Bahnstrecke.
Das einstige Kirchengebäude steht im südöstlichen Stadtzentrum an der Oktjabrskaja uliza („Oktoberstraße“).

## Kirchengebäude
Ein bereits im 15. Jahrhundert vorhandenes Kirchengebäude wurde 1517 durch ein neues ersetzt, das 1757 bei einem Brand im Siebenjährigen Krieg ein Raub der Flammen wurde. In den Jahren 1771/1772 wurde es durch einen Neubau ersetzt. Dabei handelte es sich um einen verputzten dreischiffigen Bau, dessen Pläne Johann Friedrich Fischer erstellte. Erst im Jahre 1853 wurde der Turm angebaut.
Der Kircheninnenraum war in der Mitte gewölbt und an den Seiten flach gehalten. Bis zur Ostwand reichten die breiten, umlaufenden Emporen. Der Raum war bestimmt von einem durchgegliederten Kanzelaltar von 1775. Die Orgel stammte aus der Gründungszeit der Kirche.
Das Kirchengebäude, das nahezu unbeschadet durch den Zweiten Weltkrieg kam, wurde nach 1945 vollständig umgebaut. Im Langhaus richtete man ein Möbellager ein und darüber Wohnungen. Nach einem Unfall wurde der Turm 1993 bis zur Höhe des Dachfirstes des Kirchenschiffes abgetragen, so dass nur noch sein Unterbau vorhanden ist. Die gesamte Kirchenausstattung ging verloren.

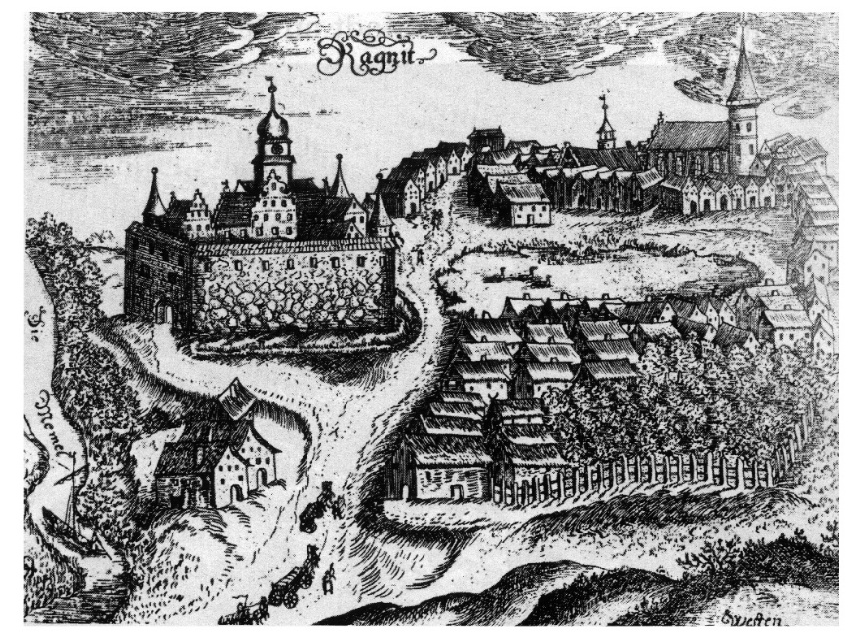
Ansicht von Ragnit mit Burg und Pfarrkirche (1684)

Im Ostteil des einstigen Kirchengebäudes stellte man 1993 einen Raum als katholische Kapelle zur Verfügung, im Westteil entstand ein Gebetsraum der russisch-orthodoxen Kirche, den diese bis 1995 nutzte. Danach bezog sie eine neu gebaute Kirche.

## Kirchengemeinde Ragnit
Bereits in vorreformatorischer Zeit war Ragnit ein Kirchdorf. Mit der Reformation nahmen hier lutherische Geistliche ihren Dienst auf, zunächst ein litauischer Pfarrer, danach zusätzlich ein deutscher Amtsträger, ab 1888 ein dritter Geistlicher, zunächst als Hilfsprediger, dann ab 1917 auf einer ordentlichen Stelle.
Ragnit war Sitz einer eigenen Inspektion und eines späteren Kirchenkreises, der mit dem Nachbarkirchenkreis Tilsit nach 1920 in den neuen Kirchenkreis Tilsit-Ragnit – unter Beibehaltung der beiden Diözesen Tilsit und Ragnit, allerdings bei Abtrennung der nördlich der Memel gelegenen Kirchengemeinde – umgewandelt wurde. Er gehörte bis 1945 zur Kirchenprovinz Ostpreußen der Kirche der Altpreußischen Union. In den 1920er Jahren zählte die evangelische Kirchengemeinde in Ragnit 13.000 Gemeindeglieder, die außer in der Stadt in mehr als 40 Kirchspielorten lebten.
Flucht und Vertreibung der einheimischen Bevölkerung im Zusammenhang des Krieges ließen nach 1945 das kirchliche Leben in der nun „Neman“ genannten Stadt zum Erliegen kommen.
Während hier heute wieder katholische und orthodoxe Gottesdienste stattfinden, sind hier lebende evangelische Kirchenglieder jetzt zur nächstgelegenen evangelisch-lutherischen Gemeinde in Sabrodino (Lesgewangminnen, 1938 bis 1946 Lesgewangen) hin orientiert. Sie ist Teil der Kirchenregion Tschernjachowsk/Slawsk (Insterburg/Heinrichswalde) in der Propstei Kaliningrad (Königsberg) der Evangelisch-lutherischen Kirche Europäisches Russland.

### Kirchspielorte
Die große Mehrheit der Kirchengemeindeglieder wohnten in der Stadt Ragnit, ein kleinerer Teil in dem weitflächigen Kirchspiel mit 46 Orten, kleineren Ortschaften und Wohnplätzen:
| Name                                  | Änderungsname (1938 bis 1946) | Russischer Name             | Litauischer Name |  | Name                                       | Änderungsname (1938 bis 1946) | Russischer Name          | Litauischer Name |  |
| ------------------------------------- | ----------------------------- | --------------------------- | ---------------- |  | ------------------------------------------ | ----------------------------- | ------------------------ | ---------------- |  |
| Alexen                                |                               | Aleksai                     |                  |  | Kurschen                                   |                               | Rakitino                 |                  |  |
| *Althof-Ragnit                        |                               | Mitschurinski               |                  |  | Lepalothen                                 | Loten                         | Druschinino              |                  |  |
| *Bittehnen-Schillehnen                |                               |                             | Bitėnai          |  | Mattischken                                | Klingsporn                    | Schurawljowo             |                  |  |
| Bittehnen-Uszbitschen                 | B.-Ußbitschen                 |                             | Užbičiai         |  | *Ober Eißeln                               | Obereißeln                    | Gorino                   |                  |  |
| Bludischken                           |                               |                             |                  |  | Palentienen                                | Palen                         | Dubrawino                |                  |  |
| *Brohnen                              |                               |                             |                  |  | *Paskallwen                                | Schalau                       | Dubki                    |                  |  |
| Charlottenwalde                       |                               | Schirokodolje               |                  |  | *Paszuiszen 1936–38: Paßuißen/Paschuischen | Altengraben                   | Rutschi                  |                  |  |
| Dorlauken                             | Dorfelde                      |                             |                  |  | Pellehnen                                  | Dreidorf (Ostpr.)             | Schdanki                 |                  |  |
| Endruhnen                             | Wenderoth                     | Wsspolje                    |                  |  | Pötischken                                 | Flachdorf                     | Iwowoje                  |                  |  |
| Girschunen                            |                               | Girdschunai                 |                  |  | *Petratschen                               | Petersfelde (Ostpr.)          |                          |                  |  |
| Groosten                              |                               | Gorkino                     |                  |  | Pröwoiszen 1936–38: Pröwoischen            | Pröschen                      |                          |                  |  |
| (Groß) Neuhof-Ragnit                  |                               | Kotelnikowo                 |                  |  | Scheidischken                              | Scheiden                      | Barwenkowo               |                  |  |
| *Gudgallen                            | Großfelde                     | Gudkowo                     |                  |  | Schuppinnen                                | Schuppenau                    | Scharowo, jetzt: Wetrowo |                  |  |
| Ikschen                               | Bergdorf                      | Nikitino                    |                  |  | *Sobersken                                 | Bersken                       | Walzowo                  |                  |  |
| Jautelischken                         | Tehlen                        | Kuprijanowo                 |                  |  | Steireggen                                 |                               |                          |                  |  |
| Jonienen                              | Tilsenau                      | Otwaschnoje, jetzt: Gudkowo |                  |  | Stepponaten                                | Steffenshof                   |                          |                  |  |
| Karlsberg                             |                               | Korodowo                    |                  |  | Stiemerau                                  |                               |                          |                  |  |
| Kaukerwethen                          |                               |                             |                  |  | *Titschken                                 | Tischken                      | Podgornoje               |                  |  |
| Kiauschälen                           | Kleinmark                     | Krasnoje Selo               |                  |  | Tracken                                    |                               |                          |                  |  |
| *Kindschen, 1928–1946: Groß Kindschen |                               | Iskra                       |                  |  | Tussainen                                  |                               | Tschapajewo              |                  |  |
| *Klapaten                             | Angerwiese                    | Krasnoje Selo               |                  |  | Wallullen                                  | Wallenfelde                   |                          |                  |  |
| Klein Neuhof-Ragnit                   |                               | Akulowo                     |                  |  | *Willmantienen                             | Willmannsdorf                 |                          |                  |  |
| Krakonischken                         |                               |                             | Krakiniškiai     |  | *Woydehnen                                 | Wodehnen                      | Wetrowo                  |                  |  |

### Pfarrer
Als evangelische Geistliche amtierten an der Kirche in Ragnit die Pfarrer:
- Ambrosius N., ab 1538
- Johann Tusien, vor 1540
- Hans Pappel, 1540
- Martin Mosvid, 1549–1563
- David N., 1562
- Augustin Jamund, 1563–1576
- Hans Hoppe, 1564
- Johann Blumenaju, ab 1569
- Johann Hafer, ab 1569
- N. Hynerus, ?
- Joachim Colonius, ?
- Simon Waissnarus, 1579
- Joachim Cloccowius, 1593
- Samuel Hurtelius, ab 1599
- Johann Gettkandt, ab 1600
- Georg Beselmann, 1625
- Johann Hurtelius, ab 1633
- David Hoppe, 1636–1639
- Hiob Lerner d. Ä., 1639–1660
- Hiob Lerner d. J., 1660–1680
- Johann Schöning, 1665–1667
- Albrecht Pusch, 1667–1671
- Marcus Naunien, 1671–1710
- Heinrich Julius Hagemann, 1680–1700
- Georg Bogendorf, 1690–1710
- Hiob Naunien, 1695–1726
- Balthasar Gottfried Hoppe, 1711–1734
- Johann Friedrich Leo, 1726–1730
- Ernst Fr. Schimmelpfennig, 1731–1768
- Martin Lindenau, 1735–1757
- Otto Gottlieb Fiedler, 1758–1784
- Johann Christoph Wander, 1768–1788
- Joachim Jakob Krüger, 1783–1807
- Daniel Friedrich Mielke, 1788–1818
- Johann Bernhard Fiedler, 1807–1832
- Karl Heinrich Malkwitz, 1818–1850
- Carl August Jordan, 1832–1871
- Carl Eduard Ziegler, 1851–1873
- Carl Eduard Schrader, 1872–1887[11]
- Carl Alexander Tiedtke, 1873–1881
- Albert Hammer, 1881–1907[11]
- Friedrich Wilhelm Emil Pauly, 1888–1904
- Alfred Fr. Emil Pipirs, ab 1888
- Theodor Ad. Pastenaci, 1892–1894
- August Ed. Sinnhuber, 1894–1896
- Ferdinand Radtke, 1896–1902[11]
- Hermann Georg Alb. Pötz, 1902
- Ferdinand W.K. Lubenau, 1902–1905
- Theodor Gustav Struck, 1904–1926[11]
- Johannes Seemann, 1905–1907
- Robert Julius Triebel, 1906
- Benno Rudolf Franz Riech, 1907–1911
- Georg Richard E. Woede, 1908–1928
- Bernhard Moderegger, 1913
- Max Walter Prill, 1917–1925
- Hermann Braun, 1925–1933
- Ernst Garmeister, 1927–1942
- Walter Jurkschat, 1930–1945
- Friedrich Jung, 1933–1945
- Christian Zürcher, 1943–1945

### Kirchenbücher
Von den Kirchenbüchern der Pfarrkirche Ragnit haben sich erhalten und werden im Evangelischen Zentralarchiv in Berlin-Kreuzberg aufbewahrt:
| Deutsche Stadtgemeinde: Taufen: - 1757–1853 Trauungen: - 1758–1766 - 1771–1843 Begräbnisse: - 1759–1846 Konfirmationen: - 1759–1787 | Deutsche Landgemeinde: Taufen: - 1757–1836 Trauungen: - 1758–1843 Begräbnisse: - 1759–1838 Konfirmationen: - 1759–1783 | Litauische Gemeinde: Taufen: - 1757–1842 Trauungen: - 1757–1845 Begräbnisse: - 1765–1842 Konfirmationen: - 1759–1787 |

### Kirchenkreis Tilsit-Ragnit/Diözese Ragnit
Bis in die 1920er Jahre hinein war Ragnit Amtssitz einer Inspektion bzw. eines Kirchenkreises. Dann wurde Ragnit mit dem Nachbarkirchenkreis Tilsit zusammengefasst, es blieben jedoch die beiden getrennten Diözesen. Lediglich die nördlich der Memel liegenden Orte schieden aus.
Die Diözese Ragnit des Kirchenkreises Tilsit-Ragnit umfasste bis 1945 neun Pfarreien:
| Name                      | Änderungsname 1938 bis 1946 | Russischer Name  |
| ------------------------- | --------------------------- | ---------------- |
| Budwethen                 | Altenkirch                  | Malomoschaiskoje |
| Groß Lenkeningken         | Großlenkenau                | Lesnoje          |
| Kraupischken              | Breitenstein                | Uljanowo         |
| Lengwethen                | Hohensalzburg               | Lunino           |
| Ragnit                    |                             | Neman            |
| Rautenberg                |                             | Uslowoje         |
| Szillen 1936–46: Schillen |                             | Schilino         |
| Trappönen                 | Trappen                     | Nemanskoje       |
| Wedereitischken           | Sandkirchen                 | Timofejewo       |

Früher gehörte auch die heute in Litauen liegende Pfarrei der Kirche Wischwill (heute litauisch: Viešvilė) dazu.